# Ie-jima
Ie-jima oder Ie-shima (japanisch 伊江島) ist eine japanische Insel nordwestlich vor der Küste der Motobu-Halbinsel im Norden von Okinawa. Sie gehört zu den Ryūkyū-Inseln.
Auf der 22,76 km² großen Insel befindet sich das gleichnamige Dorf Ie (4037 Einwohner) mit dem Flughafen Iejima. Zu dessen Verwaltungsbereich gehört jedoch auch noch das nahegelegene Atoll Nakanosu. Die höchste Erhebung ist der Gusuku-yama (城山) mit 172,2 m.
Auf ihr waren mehrere japanische Flugbasen, die nach der Einnahme von der US-Luftwaffe im Jahr 1945 ausgebaut und genutzt wurden, um von dort gegen die anderen japanischen Inseln im Norden vorzugehen. Damals wurde die Insel in westlichen Medien „Ie Shima“ genannt.